# Calendrier éthiopien
Cette page contient des caractères éthiopiques. En cas de problème, consultez Aide:Unicode ou testez votre navigateur.
Le calendrier éthiopien est le principal calendrier utilisé en Éthiopie. Sa structure est celle du calendrier copte : les dates et les numéros de mois sont chaque année les mêmes dans ces deux calendriers. Toutefois, l'origine de ce calendrier, le 29 août 8 (julien), diffère de celle du calendrier copte.

## Structure de l'année et conversion
Comme le calendrier copte, le calendrier éthiopien a douze mois de 30 jours chacun plus cinq ou six jours épagomènes (habituellement appelés treizième mois), mais avec des noms en amharique. Sauf les années précédant une année multiple de 4 de l'ère chrétienne, l'année copte commence le 29 août du calendrier julien. Le sixième jour épagomène est ajouté tous les quatre ans le 29 août du calendrier julien, six mois avant le jour intercalaire de ce dernier calendrier (en fin février). Ainsi, le nouvel an éthiopien, le 1er du mois de Mäskäräm tombe le 30 août du calendrier julien lorsqu'il suit un sixième jour épagomène, c'est-à-dire chaque année précédant une année bissextile. Dans le calendrier grégorien, de 1900 à 2099 inclusivement, ces dates de début d'année correspondent aux 11 et 12 septembre respectivement.

## Origine des années
Pour indiquer l'année, les Éthiopiens utilisent ordinairement l'Ère de l'Incarnation, qui fixe la date de l'incarnation de Jésus au 25 mars de l'an 9 de l'ère chrétienne. Cette origine a été fixée par Annianus d'Alexandrie au début du Ve siècle. La première année civile débute sept mois plus tôt, le 29 août de l'an 8 (julien), ce qui entraîne un décalage de huit ans avec l'ère chrétienne du 1er janvier au 28 août (julien) puis un décalage de sept ans pour le reste de l'année.
D'autres ères sont parfois utilisées ou l'ont été dans le passé. L'une d'entre elles est l'Anno Mundi, fixant la date origine au 29 août 5493 av. J.-C., date réputée de la Création. Une autre est l'Ère des Martyrs, retenue par le calendrier copte, qui débute le 29 août 284 du calendrier julien.

## Cycle de quatre ans
Comme les calendriers copte et julien, les années se succèdent par cycles de quatre ans comprenant une année longue (de 366 jours). Chaque année du cycle est associée à l'un des quatre évangélistes. La première année après une année longue est associée à Jean, la suivante à Matthieu, puis Marc ; l'année longue, comprenant un sixième jour épagomène, est associée à Luc.

## Les mois
Les dates ci-après sont données en calendrier grégorien et sont valables de 1901 à 2099 inclusivement.
| Amharique | Copte          | Date de commencement | Date de commencement après le 6e jour épagomène |
| --------- | -------------- | -------------------- | ----------------------------------------------- |
| Mäskäräm  | Tut            | 11 septembre         | 12 septembre                                    |
| Teqemt    | Babah (Tekant) | 11 octobre           | 12 octobre                                      |
| Hedar     | Hatur          | 10 novembre          | 11 novembre                                     |
| Tahesas   | Kiyahk         | 10 décembre          | 11 décembre                                     |
| Ter       | Tubah          | 9 janvier            | 10 janvier                                      |
| Yäkatit   | Amshir         | 8 février            | 9 février                                       |
| Mägabit   | Baramhat       | 10 mars              | 10 mars                                         |
| Miyazya   | Baramundah     | 9 avril              | 9 avril                                         |
| Guenbot   | Bashans        | 9 mai                | 9 mai                                           |
| Säné      | Ba'unah        | 8 juin               | 8 juin                                          |
| Hamlé     | Abib           | 8 juillet            | 8 juillet                                       |
| Nähasé    | Misra          | 7 août               | 7 août                                          |
| Pagumén   | Nasi           | 6 septembre          | 6 septembre                                     |

## Fêtes et jours fériés
| Date           | Nom français                                            | Nom local                           | Remarque                                          |
| -------------- | ------------------------------------------------------- | ----------------------------------- | ------------------------------------------------- |
| 6 ou 7 janvier | Noël orthodoxe                                          | Genna/Ledät (ገናልደት)                 | Naissance de Jésus-Christ                         |
| 10 janvier     | Fête du Sacrifice                                       | 'Id al-Adha                         | Variable. La date était pour l'année 2006         |
| 19 janvier     | Fête de l'Épiphanie                                     | Temqet (ጥምቀት)                       | Baptême de Jésus-Christ et Épiphanie              |
| 2 mars         | Commémoration de la victoire d'Adoua                    | Ye'adowa Bä'al ou Adwa del (ዓድዋ ድል) | Victoire de Ménélik II contre les Italiens (1896) |
| 11 avril       | Naissance du prophète Mahomet                           | Mäwlid an-Nabi                      | Variable. La date était pour l'année 2006         |
| 21 avril       | Vendredi saint orthodoxe                                | Siqlet (Crucifixion)                | Variable. La date était pour l'année 2006         |
| 23 avril       | Pâques orthodoxe                                        | Fasika (ፋሲካ)                        | Variable. La date était pour l'année 2006         |
| 24 avril       | Lundi de Pâques                                         |                                     | Variable. La date était pour l'année 2006         |
| 1er mai        | Fête du Travail                                         |                                     |                                                   |
| 5 mai          | Jour de la Libération/Victoire des Patriotes éthiopiens | Omédla del (ኦሜድላ ድል)                | Retour d'Haïlé Sélassié Ier à Addis-Abeba (1941)  |
| 28 mai         | Fête nationale                                          |                                     | Chute du régime Derg                              |
| 17 juillet     | Fin du mois du Ramadan                                  | Aïd el-Fitr                         | Variable. La date est pour l'année 2015.          |
| 18 août        |                                                         | Buhe (ቡሄ)                           | Transfiguration de Jésus-Christ                   |
| 11 septembre   | Nouvel an éthiopien                                     | Enqoutatash (እንቁጣጣሽ)                |                                                   |
| 27 septembre   | Mesqel : fête de la vraie Croix                         | Mäsqäl (መስቀል)                       |                                                   |

## Heures
Le décompte des heures se fait à partir de 6 heures du matin (historiquement c'était lié à l'aube observée en Éthiopie à une heure qui varie beaucoup moins selon les saisons par rapport aux latitudes tempérées et polaires ; l'usage des horloges modernes a remplacé les anciens cadrans solaires et l'observation de l'apparition de la clarté du jour, imprécise par nature selon les conditions météorologiques et les phases lunaires).
Midi en heure solaire est à 6 heures en heure éthiopienne. Quand il est 15 heures en heure solaire, il est 9 heures pour les Éthiopiens.